# Посольство України в Румунії
Посольство України в Румунії — дипломатична місія України в Румунії, знаходиться у Бухаресті.

## Завдання посольства
Основне завдання Посольства України в Румунії представляти інтереси України, сприяти розвиткові міждержавних політичних, економічних, культурних, наукових та інших зв'язків, а також захищає права та інтереси громадян і юридичних осіб України, які перебувають на території Румунії.
Посольство сприяє розвиткові добросусідських відносин між Україною і Румунією на всіх рівнях, з метою забезпечення гармонійного розвитку взаємних відносин, а також співробітництва з питань, що становлять взаємний інтерес. Посольство виконує також консульські функції.

## Історія дипломатичних відносин
Історія дипломатичних відносин між Україною та Румунією починається у 1918 році, коли після визнання УНР більшістю країн учасниць Берестейського миру, Українська Центральна Рада направила перших послів за кордон. У січні 1918 року з інформативною місією до Румунського королівства був висланий — Артем Галіп, пізніше представниками українських урядів в Королівстві Румунія були: Микола Ґалаґан, Володислав Дашкевич-Горбацький і Костянтин Мацієвич (1919 — 1923).
У березні 1918 року Рада Народних Міністрів УНР розглядала питання про відправлення до Королівства Румунія мирної делегації на чолі із Олександром Севрюком, але цього так і не відбулося. У квітні 1918 р. була створена дипломатична місія УНР у складі Миколи Галагана (голова місії), Олекси Клора й Артема Галіпа (урядовці).
У жовтні 1918 р. дипломатичне представництво Української Держави в Королівстві Румунія очолив генерал-майор Володислав Дашкевич-Горбацький. Співробітниками місії були юрист-міжнародник Михайло Догель, полковник Павло Невадовський, значкові Володислав Маєвський, Сергій Де-Вітт, виконуючими обов'язки генерального консула в Бухаресті — Корнелій Чоботаренко, віце-консула в Галаці — сотник Спиридон Білецький. В Яссах переговори з представниками країн Антанти вів Іван Коростовець.
У грудні 1918 р. в УНР відбулися зміни й у дипломатичному корпусі України в Королівства Румунія. У січні 1919 р. до Бухареста прибула Надзвичайна дипломатична місія УНР на чолі з Юрієм Гасенко. До її складу входили радник Віктор Піснячевський, секретар Володимир Онацевич, Володислав Медзянковський (Мідзяновський), аташе Юрій Білець, урядовці Олександр Кравець, Петро Коломак та Танченко, друкарка Пархоменко. У травні 1919 р. через демарш місії, на знак протесту проти участі Королівства Румунія у бойових діях на території ЗУНР, майже всі члени Місії змушені були залишити країну.
У червні 1919 р. Надзвичайну дипломатичну місію очолив професор Костянтин Мацієвич. На той час до місії входили радник Іван Фещенко-Чопівський, секретарі Лев Геркен, Михайло Любимський, Федір Буткевич, аташе Павло Мамчур, урядовці Олександр Кравець, Петро Коломак, Лев Чопівський, завідувач пресового бюро Денис Маєр-Михальський, а також вільнонаймані службовці — генерал-майор Віктор Зелінський, водій Казимир Рафалович, механік Адам Червінський, вістовий Ілько Убович. У лютому 1920 р. з реорганізованої Військової місії УНР при Надзвичайні дипломатичні місії була створена військова секція у складі генерал-поручика Сергія Дельвіга, радника — полковника Демида Антончука, секретаря — хорунжих Василя Трепке та Олександра Трепке, сотників Миколи Даньківа, Олександра Долинюка, Михальського, Якова Чайківського. До Місії належав і контр-адмірал Михайло Остроградський, який у квітні 1920 р. був призначений ще й уповноваженим Уряду УНР у справах військового та торговельного мореплавства півдня України. Представником Надзвичайної дипломатичної місії у Чернівцях був спочатку доктор права Михайло Догомиля, потім — підполковник Євген Луговий, секретарем — Леонтій Івасюк, консулом у Кишиневі — професор Іван Ганицький, полковник Іван Мінзаренко, Михайло Шереметєвський-Шереметєв, в Яссах — Корнелій Чоботаренко. До середини 1920-х рр. в Королівстві Румунія залишилося лише декілька співробітників Надзвичайної дипломатичної місії у Королівстві Румунія, які брали активну участь у громадському житті української еміграції.
У березні-квітні 1919 р. у Бухаресті перебувала спеціальна дипломатична місія ЗУНР у складі доктора наук Степана Витвицького, професора Григорія Тимощука, експерта — професора Сидора Цуркановича та перекладача Олександра Кульчицького. Місія вела переговори з міністром закордонних справ Королівства Румунія Йонел Братіану та керівником французької військової місії в Королівстві Румунія генералом Анрі Бертело щодо Буковини, ліквідації загрози окупації Королівством Румунія Східної Галичини та спільних дій проти більшовиків.
Румунія визнала державну незалежність України 8 січня 1992 року. Дипломатичні відносини були встановлені 1 лютого 1992 року. 24 вересня 1992 року було засновано Посольство України в Румунії. У вересні 2001 року було відкрито Генеральне консульство України у Сучаві..

## Керівники дипломатичної місії
1. Галіп Артем Васильович (1918)
2. Севрюк Олександр Олександрович (1918)
3. Ґалаґан Микола Михайлович (1918)
4. Дашкевич-Горбацький Володислав Володимирович (1918)
5. Гасенко Юрій (1919) т.п.
6. Мацієвич Костянтин Андріанович (1919—1923)
7. Сандуляк Леонтій  Іванович (1992—1995), посол
8. Чалий Олександр Олександрович (1995—1998)
9. Харченко Ігор Юрійович (1998—2000)
10. Бутейко Антон Денисович (2000—2003)
11. Бауер Теофіл Йозефович (2004—2005)
12. Рендюк Теофіл Георгійович (2005—2006) т.п.
13. Малько Юрій Феодосійович (2005—2008)
14. Рендюк Теофіл Георгійович (2008) т.п.
15. Кулик Маркіян Зіновійович (2008—2011)
16. Котик Віорел Дмитрович (2011—2012) т.п.
17. Бауер Теофіл Йозефович (2012—2016)[5]
18. Рендюк Теофіл Георгійович (2016) т.п.
19. Левицький Євген Вікторович (2016—2017) т.п.
20. Баньков Олександр Сергійович (2017—2020)[6][7]
21. Роговей Паун Аурелович (2020) т.п.
22. Прокопчук Ігор Васильович (з 2022)

## Генеральне консульство України в Сучаві (2001—2014)
1. Боєчко Василь Дмитрович (2001—2005)
2. Нікшич Сергій Аркадійович (2005—2009)
3. Боєчко Василь Дмитрович (2009—2014)

## Генеральні консульства України в Румунії (1918—1919)
1. Генеральний консул в Яссах — Корнелій Чоботаренко (1918)[8]
2. Генеральний консул в Яссах — Павло Невадовський (1918)
3. Генеральний консул в Ботошанах — Спиридон Білецький (1918)